# Barlin
Barlin é uma comuna francesa na região administrativa de Altos da França, no departamento de Pas-de-Calais. Estende-se por uma área de 6,18 km². Em 2010 a comuna tinha 7 648 habitantes (densidade: 1 237,5 hab./km²).